# Nieuczciwa praktyka rynkowa
Nieuczciwa praktyka rynkowa – forma działalności przedsiębiorców wobec konsumentów, która polega na takim działaniu lub zaniechaniu przedsiębiorcy w stosunku do konsumenta, które jest niezgodne z wymogami staranności zawodowej oraz w sposób istotny zniekształca lub może zniekształcać zachowanie gospodarcze względem produktu przeciętnego konsumenta.
Pojęcie nieuczciwych praktyk rynkowych wprowadzone zostało pierwotnie w prawie wspólnotowym w dyrektywie 2005/29/WE w sprawie nieuczciwych praktyk handlowych. Zgodnie z tą dyrektywą na państwa członkowskie Unii Europejskiej został nałożony obowiązek wprowadzenia przepisów mających na celu przeciwdziałanie takim praktykom.
Za nieuczciwe praktyki rynkowe uznawane są w szczególności działania i zaniechania polegające na wprowadzaniu konsumenta w błąd oraz agresywne praktyki rynkowe, których otwarty katalog znajduje się w dyrektywie.
Dyrektywa 2005/29/WE została implementowana do polskiego prawa ustawą o przeciwdziałaniu nieuczciwym praktykom rynkowym.